# Богородицкое (Великолукский район)
Богоро́дицкое — деревня в Великолукском районе Псковской области России. Входит в состав Пореченской волости.

## География
Расположена в центре района в 6 км к северо-западу от бывшего волостного центра Купуй и в 15 км к югу от райцентра Великие Луки.

## Население
| 2001 | 2002 | 2010 |
| ---- | ---- | ---- |
| 57   | ↘54  | ↘41  |

Численность населения деревни по оценке на начало 2001 года составляла 57 жителей.

## История
С января 1995 до декабря 2014 года деревня входила в состав ныне упразднённой Купуйской волости.